# Leon Nie-zawodowiec
Leon Nie-zawodowiec (fr. Léon, (t)erreur de la savane) – francuski komputerowo generowany serial animowany, produkowany w latach 2009–2018 przez Studio Hari.